# Philipp Schoch
Pour les articles homonymes, voir Schoch.
Philipp Schoch, né le 12 octobre 1979 à Winterthour, est un snowboardeur suisse, spécialiste du slalom parallèle. Il est le frère de Simon Schoch, également snowboardeur.

## Palmarès

### Jeux olympiques
- Jeux Olympiques de 2002 à Salt Lake City (États-Unis) :
  -  Médaille d'or en slalom géant parallèle
- Jeux Olympiques de 2006 à Turin (Italie) :
  -  Médaille d'or en slalom géant parallèle

### Championnats du monde
- Championnats du monde 2007 à Arosa (Suisse) :
  -  Médaille d'argent en slalom géant parallèle
  -  Médaille d'argent en slalom parallèle

### Coupe du monde
- 1 petit  globe de cristal :
  - Vainqueur du classement parallèle en 2005.
- 26 podiums dont 15 victoires en course (5 en slalom parallèle, 10 en slalom géant parallèle).